# Меси (дем Бер)
 Тази статия е за селото в Гърция.  За аржентинския футболист вижте Лионел Меси.  
Меси или Меч (на гръцки: Μέση, до 1926 година Μέτσι, Меци) е село в Република Гърция, дем Бер, област Централна Македония.

## География
Селото е разположено в областта Урумлък (Румлуки), на пет километра източно от Бер, на 28 m надморска височина на десния бряг на Бистрица.

## История

### В Османската империя
В XIX век Меч е гръцко село в Османската империя. Александър Синве („Les Grecs de l’Empire Ottoman. Etude Statistique et Ethnographique“) в 1878 година пише, че в Меци (Metsi), Берска епархия, живеят 210 гърци. Според Васил Кънчов („Македония. Етнография и статистика“) в 1900 година Мечъ (Межъ) е село в Берска каза и в него живеят 140 гърци християни.
По данни на секретаря на Българската екзархия Димитър Мишев („La Macédoine et sa Population Chrétienne“) в 1905 година в Меч (Меж) (Metch Mej) живеят 130 гърци.

### В Гърция
През Балканската война в 1912 година в селото влизат гръцки части и след Междусъюзническата в 1913 година Меч остава в Гърция. В 1922 година в селото са заселени гърци бежанци. В 1928 година Меч е смесено местно-бежанско селище с 4 бежански семейства и 19 жители бежанци. От 173 жители в 1928 година 72 са бежанци. В 1940 година името на селото е сменено на Меси.
| Година    | 1913 | 1920 | 1928 | 1940 | 1951 | 1961 | 1971 | 1981 | 1991 | 2001 | 2011 | 2021 |
| --------- | ---- | ---- | ---- | ---- | ---- | ---- | ---- | ---- | ---- | ---- | ---- | ---- |
| Население | 211  | 145  | 173  | 267  | 306  | 375  | 463  | 498  | 484  | 504  | 568  | 407  |

## Личности
Родени в Меси
- Атанасиос Аргириу (Αθανάσιος Αργυρίου), Димитриос Балдзис (Δημήτριος Μπαλτζής) и Димитриос Йоану (Δημήτριος Ιωάννου), гръцки андартски дейци, епитропи на местното училище[7]